# Habrovický rybník
Habrovický rybník, též známý jako Habrák, je rybník v Habrovicích, části města Ústí nad Labem, v Ústeckém kraji České republiky. Nachází se v nadmořské výšce 234 m n. m. na toku Bílého potoka, a jeho plocha činí 11,5 hektarů. V rámci územního systému ekologické stability je součástí biokoridoru, a byl využíván jako přírodní koupaliště s naturistickou pláží.
V letech 2005 až 2007 proběhla revitalizace rybníka, při níž došlo k odstranění sedimentů, opravě a rekonstrukci výpustních objektů, opravě hráze, a úpravě a dosadbě břehových porostů. Celkové náklady činily asi 34 milionů korun českých, a většina z nich byla hrazena z prostředků Evropské unie, konkrétně operačního programu Infrastruktura.
V roce 2004 město prodalo přilehlé pozemky, postupně bylo demolováno zařízení koupaliště. v roce 2012 bylo vydáno územní rozhodnutí ke stavbě rodinných domků, ta začala v roce 2015.